# Dive to Blue
"Dive to Blue" é o décimo single da banda japonesa L'Arc~en~Ciel, lançado em 25 de março 1998. O single ficou na primeira posição do Oricon Singles Chart por duas semanas. Foi relançado em 30 de agosto de 2006.

## Faixas
Todas as letras escritas por Hyde, todas as músicas compostas por Tetsu.
| N.º            | Título                            | Duração |  |
| 1.             | "Dive to Blue"                    | 5:33    |  |
| 2.             | "Peeping Tom"                     | 4:05    |  |
| 3.             | "Dive to Blue" (Hydeless Version) | 5:30    |  |
| Duração total: | Duração total:                    | 15:08   |  |

## Ficha técnica
- Hyde – vocais
- Ken – guitarra
- Tetsu – baixo
- Yukihiro – bateria

## Desempenho
| Parada (1998) | Melhor posição |
| ------------- | -------------- |
| Oricon        | #1             |